# Peter Paul Brauer
Peter Paul Brauer (* 16. Mai 1899 in Elberfeld; † 28. April 1959 in Berlin) war ein deutscher Filmproduzent und Filmregisseur.

## Leben
Brauer ließ sich zum Dramaturgen, Theaterregisseur und Schauspieler ausbilden und war in diesen Funktionen zunächst beim Theater aktiv. In den Niederlanden kam er 1928 mit dem Film in Kontakt. Noch im selben Jahr kehrte er nach Deutschland zurück und inszenierte hier in den folgenden Jahren mehrere Kurzfilme.
Nach der Machtergreifung der Nationalsozialisten wurde Brauer im März 1933 Produktionsleiter bei der UFA. Nach weiteren Kurzfilmen inszenierte er ab 1938 auch abendfüllende Spielfilme, zumeist Komödien.
Zwischen April 1939 und November 1940 war Brauer Produktionschef der Terra. Anfang 1940 war Brauer für die Regie des antisemitischen Films Jud Süß vorgesehen, dann entschied sich Reichspropagandaminister Goebbels jedoch für Veit Harlan. In den 1940er Jahren konzentrierte er sich auf die Regiearbeit und beteiligte sich zuweilen auch als Co-Autor an den Drehbüchern. In den Jahren ab 1942 arbeitete er für die Prag-Film.
Der linientreue Brauer galt als Denunziant von Terra-Filmkollegen, darunter Heinz Rühmann und Alf Teichs, unter anderem wegen ihrer Kontakte zu Juden. Rühmann äußerte in diesem Zusammenhang: „Der Mann hieß Brauer – das können Sie schreiben.“

## Filmografie (als Produzent)
| - 1928: Der Boxstudent (Regie) - 1931: Der Erlkönig (Regie und Co-Drehbuch) - 1933: Die Wette - 1933: Die verlorene Melodie - 1933: Der streitbare Herr Kickel - 1933: Der Störenfried - 1933: Das 13. Weltwunder - 1933: Alles für Anita! - 1933: Eine ideale Wohnung - 1934: Zwei Genies - 1934: Ritter wider Willen - 1934: Lottchens Geburtstag - 1934: Liebe und Zahnweh - 1934: Ich bin Du - 1934: Hochzeit am 13. - 1934: Erstens kommt es anders - 1935: Zimmer zu vermieten - 1935: Schnitzel fliegt - 1935: Die Gesangsstunde (Regie) - 1935: Dreimal Ehe - 1935: Der eingebildete Kranke - 1935: Das Mädchen vom Moorhof - 1935: UFA-Märchen | - 1935: April, April! - 1935: Der Uhrenladen (Regie) - 1935: Der große Preis von Europa (Regie) - 1936: Früh übt sich - 1936: Vier Mädel und ein Mann (Regie) - 1936: Kalbsragout mit Champignons (Regie) - 1937: Bluff - 1937: Gewitterflug zu Claudia - 1937: Die perfekte Sekretärin (Regie) - 1937: Das Quartett (Regie) - 1938: Das Mädchen von gestern Nacht (auch Regie) - 1938: Was tun, Sybille? (auch Regie) - 1938: Das Verlegenheitskind (auch Regie) - 1939: Ich bin gleich wieder da (auch Regie) - 1941: Die schwedische Nachtigall (Regie) - 1941: Die Kellnerin Anna (Regie und Co-Drehbuch) - 1942: Sein Sohn (Regie und Co-Drehbuch) - 1942: Der Seniorchef (Regie) - 1943: Himmel, wir erben ein Schloß! (Regie) - 1943: Die Jungfern vom Bischofsberg (Regie), besonders gefeierte Gerhart-Hauptmann-Verfilmung - 1944: Glück bei Frauen (Regie) - 1950: Es begann um Mitternacht (Regie) - 1953: Das tanzende Herz |